# Дерекёй (Гёкчеада)
Дерекёй (тур. Dereköy, или Схину́ди греч. Σχοινούδι) — деревня на острове Гёкчеада в провинции Чанаккале в Турции.
В деревне имеется электричество и водоснабжение. Работает отделение связи и медицинский пункт. Имеется начальная школа. Экономическая составляющая посёлка — животноводство и сельское хозяйство.
Действует православный храм в честь святой Марины, построенный в 1880-х годах. Близ посёлка расположено православное греческое кладбище, а также ещё три населённых пункта с преобладающим греческим населением — Зейтинли-кёю, Бадемли-кёю и Тепекёй.

## Население
Население посёлка в декабре 2012 года составляло 330 человек. Большинство населения — православные греческие семьи, кроме того, в селе проживает несколько турецких семей, являющихся суннитами.
| 1990 | 2000  | 2011  | 2012  |
| ---- | ----- | ----- | ----- |
| 336  | ↗ 388 | ↘ 311 | ↗ 330 |

Этнический состав
 Турки
 Греки
| Село              | 1927 | 1927 | 1970 | 1970 | 1975 | 1975 | 1980 | 1980 | 1985 | 1985 | 1990 | 1990 | 1997 | 1997 | 2000 | 2000 |
| Дерекёй (Схинуди) | -    | -    | 73   | 672  | 391  | 378  | 319  | 214  | 380  | 106  | 99   | 68   | 82   | 40   | 68   | 42   |

## Известные уроженцы и жители
- Адриан (Серьякис) — епископ Галикарнасский, викарий Константинопольской архиепископии.